# Demokracija (revija)
Demokracija je slovenska politična in novičarska revija z desno in konservativno usmeritvijo. Revija izhaja vsak teden ob četrtkih. Sedež ima v Ljubljani. Demokracija velja za "strankarsko glasilo" Slovenske demokratske stranke. Nekdanji urednik Demokracije Biščak opredelitvi nasprotuje, saj SDS Demokracije ne financira in članstvu deli brezplačno, temveč tednik trži.
Revija se osredotoča na slovenske in svetovne politične novice. Obravnava tudi zgodovino, kulturo, film, šport in zabavo.
Demokracijo izdaja založba Nova obzorja, ki izdaja tudi novičarski portal Škandal24. Urednik je Metod Berlec.

## Zgodovina
Demokracija je prvič izšla aprila leta 1989 kot disidentski časopis slovenske pomladi. Sprva je izhajala kot glasilo Slovenske demokratične zveze in nato kot glasnik DEMOS. Leta 1989 je po izpustitvi iz zapora glavni urednik revije postal Janez Janša in to funkcijo opravljal do maja 1990.
V sedanji obliki političnega tednika Demokracija izhaja od septembra 1996. Od leta 1998 Demokracijo izdaja založniško podjetje Nova obzorja, ki je lastniško povezano s Slovensko demokratsko stranko. Kot revija Demokracija izhaja od avgusta leta 2000.
Julija 2017 je madžarsko medijsko podjetje Ripost postalo večinski lastnik založniškega podjetja Nova obzorja, ki izdaja Demokracijo. Ripost je tesno povezan z vladajočo stranko na Madžarskem in madžarskim premierjem Viktorjem Orbánom. Slovenska demokratska stranka je ohranila 44% lastniški delež v podjetju, ki izdaja tednik. Ripost ima prav tako precejšen lastniški delež v Nova24TV, še enem mediju blizu SDS.
Junija 2024 je Rusija v sklopu blokade 81 evropskih medijev blokirala tudi Demokracijo (iz Slovenije še Nova24TV). Uredništvo je izpostavilo, da Rusijo zelo moti njihovo poročanje o ruski invaziji na Ukrajino ter se zavezalo, da bo njihovo poročanje še naprej kritično, verodostojno in profesionalno.

## Financiranje
Demokracija precejšen del prihodkov ustvari z objavo oglaševalnih vsebin podjetij v delni ali večinski državni lasti (med drugim Pošte Slovenije, Zavarovalnice Sava, Petrola, Zavarovalnice Triglav in GEN-I). Za objavo informativnih medijskih vsebin je Demokracija prejela sofinanciranje iz sredstev Ministrstva za kulturo (25.000€ v letu 2012, okoli 21.000€ pa v letu 2019). Založba Nova obzorja je leta 2020 prejela donacijo Holdinga Slovenskih elektrarn v višini 5.000 €. Leta 2021 je Demokracija za izvajanje projekta "30. let samostojne Slovenije in aktualni izzivi" na razpisu kulturnega ministrstva prejela okoli 19.500 € sredstev.

## Kritike in kontroverze
Zaradi rasističnega zapisa v tedniku Demokracija (izdaja dne 3. decembra 2020) je filozof Boris Vezjak vložil kazensko ovadbo zaradi spodbujanja sovraštva. Na Demokraciji se zagovarjajo, da gre za satiro. V zapisu avtor Aleksander Škorc med drugim navaja: "Ker se bela rasa ne zmore obraniti pred navalom nekaterih ras, bo Bog ustvaril virus, ki bo najnaprednejšo raso rešil pred uničenjem. Je Bog torej rasist? Ravno toliko kot ljudje, ki iztrebljajo določene, njim škodljive živalske in rastlinske vrste. Ne gre za rasizem, gre za očiščenje. Odstranitev plevela. Če hočete dober pridelek, je to nujno." Ali pa: "Tudi Jezus je bil bel. Z razlogom. Ni bil črn ali rumen." Avtor prispevka kot tudi odgovorni urednik Jože Biščak sta bila septembra 2022 zaradi prispevka obsojena na večmesečni pogojni zaporni kazni. Junija 2023 je sodbo po pritožbi obdolženih potrdilo tudi višje sodišče.
Demokracija je objavila več intervjujev (z sogovorniki s povezavami z neonacizmom) in prispevkov, ki so vsebovali antisemitska sporočila; avtor prispevkov je novinar Demokracije in Nova24TV Andrej Sekulović, ki ga več virov prepoznava za neonacista.